# Márcio Nakashima
Márcio Massami Nakashima (Guarulhos, 6 de outubro de 1977), é deputado estadual por São Paulo, reeleito com 85.195 votos no pleito de 2022. Mais conhecido como Márcio Nakashima, é advogado, contador e político brasileiro, presidente em exercício do Partido Democrático Trabalhista (PDT) desde 30 de janeiro de 2023. 
Líder do PDT na Assembleia Legislativa de SP, Nakashima foi eleito pela primeira vez em 2018. Na ocasião recebeu da população paulista 38.081 votos e passou a exercer a liderança do partido na Alesp. É um político muito atuante na defesa da mulher, na busca por pessoas desaparecidas, na defesa do trabalhador e do idoso e contra  os benefícios da lei que preveem a progressão da pena de detentos, como as chamadas "saidinhas temporárias" .
Márcio Nakashima ficou conhecido nacionalmente em 2010, através do Caso Mércia Nakashima, sua irmã.

## Trajetória
Em 2004, pelo PDT, candidatou-se ao cargo de vereador no município de Piracaia, no interior de São Paulo, onde foi eleito com 301 votos. Em 2014, candidatou-se pelo PMDB ao cargo de deputado federal por São Paulo atingindo 46.857, porém não foi eleito. No ano de 2015, deixou o MDB, migrando para o Partido Republicano Progressista. Em 2018, retornou ao PDT, onde concorreu ao cargo de deputado estadual de São Paulo, sendo eleito com 38.081 votos. Nas eleições de 2022 se reelegeu como deputado estadual, com 85.195 votos. Em 30 de janeiro recebeu do presidente do PDT nacional, Carlos Lupi, ministro da Previdência Social, e da executiva do partido no estado, a posse como presidente em exercício da sigla em São Paulo. Durante as eleições municipais de 2024 em Guarulhos, ele concorreu ao cargo de prefeito, alcançando 42.034 votos, correspondentes a 6,55% do total. Contudo, não foi eleito.

## Desempenho em eleições
| Ano  | Eleição               | Coligação              | Partido | Candidato a       | Votos          | Resultado | Ref.   |
| ---- | --------------------- | ---------------------- | ------- | ----------------- | -------------- | --------- | ------ |
| 2004 | Municipal em Piracaia | PDT / PTC              | PDT     | Vereador          | 301 (2,14%)    | Eleito    | [ 10 ] |
| 2014 | Estadual em São Paulo | PMDB / PROS / PP / PSD | PMDB    | Deputado federal  | 46.857 (0,22%) | Suplente  | [ 11 ] |
| 2018 | Estadual em São Paulo | Sem coligação          | PDT     | Deputado estadual | 38.081 (0,18%) | Eleito    | [ 12 ] |

## Atuação

### Fiscalização a hospital de campanha durante pandemia
Foi destaque em junho de 2020 durante a pandemia causada pelo coronavírus, quando junto com outros deputados estaduais realizou a fiscalização dos hospitais de campanha, entre os quais o do Anhembi, onde foram encontradas diversas irregularidades. As diligências expuseram a prefeitura de São Paulo, assim como o governo do Estado, sobre uma situação inexistente naquele estabelecimento de saúde. Segundo o Diário do Poder de Cláudio Humberto, "Bastou uma visita de inspeção de deputados estaduais de São Paulo para descobrir que é praticamente cenográfico o 'hospital de campanha' instalado pela prefeitura paulistana no Anhembi. Só a montagem custou R$12 milhões, além dos R$10 milhões mensais para sua 'manutenção'. Pareciam esconder alguma coisa: tentaram impedir o acesso dos deputados à força, segundo eles relataram. Márcio Nakashima (PDT), chegou a ser empurrado. A prefeitura chamou o caso de 'invasão' e informou que promoverá 'queixa-crime' contra os parlamentares". A informação é da Coluna Cláudio Humberto, do Diário do Poder. 